# Bewar
Bewar (hindi बेवर) – miasto w północnych Indiach w stanie Uttar Pradesh, na Nizinie Hindustańskiej.
Populacja miasta w 2001 roku wynosiła 21 058 mieszkańców.